# Georges-Ernest-Emile Duminy
Georges-Ernest-Emile Duminy, francoski general, * 1894, † 1965.